# Réserve naturelle de Selvikvågen
La réserve naturelle de Selvikvågen est une réserve naturelle norvégienne située sur l'île de Harøya dans la commune d'Ålesund, Møre og Romsdal. Le site d'un superficie de 47,1 hectares est classé réserve naturelle depuis 1988 afin de prendre soin d'une importante zone humide. 
Vågen est une baie peu profonde avec des prairies de plages protégées et des criques étroites dans la partie intérieure et des vasières. La zone sert à la fois pour la nourriture et la nidification de canards et d'échassiers. Elle est également riche en espèces botaniques avec 87 espèces répertoriées, y compris des arthropodes, des iris des marais et séneçon aquatique.
La réserve est l'une des six zones naturelles incluse dans le site Ramsar du système de zones humides de Harøya créé en 1996.